# الأكاديمية المصرية للفنون بروما
الأكاديمية المصرية بروما هي أكاديمية تختص بدراسة الفنون المختلفة من خلال خلق مزيج بين الإبداع المصري بالإبداع الإيطالي، وأيضا التعريف بالحضارة المصرية في روما، وتوجد الأكاديمية بين أكثر من 17 أكاديمية عالمية في المدينة وتم انشائها بواسطه الحكومة المصرية بتكلفه مليار ونصف يورو وتم افتتاحها من قبل الرئيس مبارك.

## نشأة الأكاديمية
في منتصف القرن الثامن عشر، نبتت فكرة إقامة الأكاديمية المصرية الملكية للفنون في ذهن المصور الشاب راغب عيــاد، وكان مبعوثاً في روما على نفقة الأمير يوسف كمال، عندما لاحظ اهتمام العديد من الدول الأوروبية بإقامة أكاديميات لأبنائها من شباب الفنانين في رومــا، حيث يجدون مكاناً لإبداعهم ورعاية مواهبهم تحت إشراف فنانين متخصصين.
كتب «راغب عـياد» في يوليو 1924 خطاباً إلى أحمد ذو الفقار وزير مصر المفوض في روما آنذاك، شرح فيه تاريخ وحضارة مصر العظيمة، وأشاد بآثارها الخالدة المنتشرة في أنحاء العالم، وحكى له: «يوجد لمعظم الأمم الراقية في روما نوعاً خاصاً من الأكاديميات يضم طلاب الفنون لإتمام دراستهم، وهو عبارة عن بناء فخم يحتوى على مراسم لكل نوع من أنواع الفنون حجرة خاصة، ثم أماكن لسكن المشتغلين بالفن، وتقوم الحكومات بكافة النفقات اللازمة لإرسالياتها، علاوة على ذلك فإنها تمنحهم مبالغ معينة للوازمهم الخاصة، وفي نهاية كل سنة يقام معرض توضع فيه أعمال الفنانين التابعين لكل أكاديمية، ويفتتح هذا المعرض ملك إيطاليا مع وزرائه فيمتعون الأنظار بها ويشجعون الطلبة. وأطلب أن تتوسطوا لدى حكومتنا لكى تجعل لها معهداً على الطراز الموجود لسائر الحكومات في رومــا يضم بين جدرانه الفنانين الذين على أهبة الاستعداد للالتحاق به، ويكونون قد أتموا دراستهم الأولية في مدارس مصر، وبهذه الوساطة يجدون مجالاً للتوسع في تعليم الفنــون ومعرفة وقائعها» 
لقى هذا التقرير قبول وزير المعارف، وموافقة مجلس الوزراء على إنشاء أكاديمية بروما أسوة بباقى الدول التي لها معاهد فنية مثل: فرنسا وإنجلترا وأمريكا وألمانيا وبلجيكا وأسبانيا ورومانيا والدنمارك وغيرها، تكون مركزاً للنابغين من طلاب الفنون الجميلة الذين يوفدون إليها.

## نبذة تاريخية
كان مولد الأكاديمية المصرية الملكية للفنون عام 1929، عندما أختير أول موقع لها على أطراف منطقة «حدائق بورجيزى» يسمى «جناح الساعة»، وبقيت في هذا الموقع لمدة عام واحد فقط، نقلت بعده إلى قصر «كوللو أوبيو» عام 1930، وهو مبنى قديم يقع وسط حدائق واسعة تقع على أطلال سراى الإمبراطور نيرون باسم القبة الذهبية بالقرب من الكولوسيوم. وعين الفنان سحاب رفعت ألمظ مسئولاً عن الأكاديمية، وكان وقتئذ مبعوثاً لدراسة الفنون على نفقة الملك فؤاد الأول. وفي نفس العام، قدمت البعثة الدبلوماسية الإيطالية بالقاهرة مذكرة للحكومة المصرية ذكرت فيها: «أن حكومة صاحب الجلالة ملك إيطاليا مستعدة لمنح مساحة من الأرض في وادى جوليا، حيث توجد مبانى معظم الأكاديميات، وذلك لبناء الأكاديمية المصرية، مقابل مساحة أرض تمنح من حكومة صاحب الجلالة ملك مصــر لإيطاليا لإقامة معهد لدراسة الحفريات في القاهرة.»
وقد عرفت الأكاديمية بأنها: «مؤسسة حكومية تابعة لوزارة المعارف المصرية الملكية، تقدم للفنانين المصريين المختارين –من خلال مسابقة – الفرصة للإتصال بزملائهم من الجنسيات المختلفة، وليدرسوا في روما التاريخ والأعمال الفنية الكلاسيكية الإيطالية وعلى وجه الخصوص عصر البداية». يمكث الموفدين مدة لا تقل عن عامين ينتجون خلالها أعمالاً فنية تعرض سنوياً في معرض تنظمه الوزارة بالقاهرة. وتتولى الإدارة العامة للفنون الجميلة بالقاهرة وضع البرنامج الأكاديمى الذي يتعين على الموفدين إتباعه بالإضافة إلى مقررات في اللغة والتاريخ، منح دراسية تقدم للرسامين والمثالين والمعماريين ممن أنهوا دراستهم في روما تتمثل في رحلات علمية لمدة شهرين في المدن الإيطالية التي تضم أهم الأعمال في المجال الفنى.
جانب كبير من النفقات اللازمة لهؤلاء الفنانين الموفدين إلى رومــا، خصصها الأمير يوسف كمــال كهبة، وهو الذي أنشأ مدرسة الفنون الجميلة بالقاهرة عام 1908 وأنفق عليها حتى عام 1925.
وفي عام 1930 بدأ العام الأول، بإيفاد خمسة من الفنانين الشبان (إثنين من المعماريين، وإثنين من المثالين، ومصــور)وكان احدهم الدكتور صلاح نايل والذي توفى في 1999 بعد أن تدرج في وظائف الكلية والجامعة حتى كان نائب رئيس الجامعة لشئون التعليم والطلاب وحاز على العديد من الاوسمه تقديرا لمجهوداته، قدم المعماريون مشروعات مختلفة تناولت الفن المعمارى الكلاسيكى للعصر المتقدم، والذي تغتنى به رومــا، كما تابعوا أعمــال الترميمات لبعض الآثار الرومانية والرسومات المائية والمناظر الطبيعية، أما المثالون والمصور فقد تابعوا نماذج من الفن الكلاسيكى القديم، ودرسوا حقائق التكوين والنماذج المختلفة من أجمل معالم الحضارة والتقدم في الفن الإيطالى، واضعين دائماً وجهات نظرهم وإحساسهم الفنى. وفي الأعوام التالية، قدم شباب آخرين وإزدادت أعدادهم وكونوا الرعيل الأول للفنون. 
استغرقت المراسلات بين الحكومتين المصرية والإيطالية مدة خمس سنوات، وظل هذا المبنى مقراً للأكاديمية حتى أوائل الستينات، عندما انتقلت إلى مقرها الجديد ب وادى جوليا.

## محطات تاريخية
- 1929 : الحكومة المصرية تنشئ الأكاديمية الملكية المصرية للفنون الجميلة بروما، واختيار مقرها الأول ب جناح الساعة بحديقة فيلا بورجيزي
- 1930 : مقر الأكاديمية ينتقل إلى قصر كوللي اوبيو.
- 1938 : تعيين المشرف الأول للاكاديمية الملكية المصرية للفنون بروما الفنان سحاب رفعت الماظ.
- 1947 : أول مدير للأكاديمية المصرية للفنون، الفنان محمد ناجي والذي كان مديرا لمتحف الفن الحديث بالقاهرة.
- 1950 : تعيين الفنان المثال عبد القادر رزق مديرا للأكاديمية والذي بمساعدة من د. طه حسين وزير المعارف آنذاك تم إعادة مشروع الاتفاقية بين مصر وإيطاليا.
- 1952 : تعيين الفنان محمد حسـن مديرا للأكاديمية لمدة ثلاث شهور.
- 1956 : السيد صلاح يوسف كامل مديرا للأكاديمية المصرية للفنون بروما، ومستشار ثقافى لمصر في إيطاليا.
- 1956 : تأجيل الاتفاقيات بين مصر وإيطاليا بسبب ثورة يوليو 1952، التي رأت إسرافاً في مرافق الإدارات الحكومية.
- 1957 : إعادة مشروع الاتفاقية بين مصر وإيطاليا.
- 1958 : نجاح السيد صلاح يوسف كامل بمعاونة السيد ثروت عكاشة سفير مصر في إيطاليا آنذاك في تقديم المشروع مرة أخرى.
- 1959 : توقيع الاتفاقية الثقافية بين مصر وإيطاليا.
- 1961 : وضع حجر الأساس، والشروع في بناء مبانى الأكاديمية.
- 1965 : انتهاء أعمال البناء بالأكاديمية ومقرها في شارع «أوميرو» بفالي جيوليا، بحدائق فيلا «بورجيزى» وهو من أرقي مناطق المدينة، ومن أهم ما تم تحقيقه في هذا الوقت هو تخصيص ميــدان صغـير بالقرب من الأكاديمية يحمل إسـم أميــر الشعراء أحمد شوقي ويطل على هذا الميدان تمثال الشاعر المصري الذي نفذه المثال الشهير جمال السجيني.
- 1970 : إدارة الأكاديمية صارت تابعة لوزارة الثقافة المصرية.
- 1979 : مدير دار الأوبرا المصرية السابق صالح محمد غنيم عبدون مديراً للأكاديمية.
- 1983 : الفنان فاروق حسنى مديرًا للأكاديمية المصرية للفنون بروما.
- 1988 : مدير المركز القومى للفنون سابقا د. مصطفى عبد المعطي مديرًا للأكاديمية.
- 1995 : الدكتور مجدى قناوي مديرًا للأكاديمية المصرية للفنون بروما.
- 2000 : الدكتور فاروق وهبه مديرًا للأكاديمية المصرية للفنون بروما.
- 2002 : سمير غريب مدير دار الكتب بالقاهرة الأسبق مديرًا للأكاديمية.
- 2008 : الدكتور أشــرف رضـا أستاذ العمارة الداخلية بكلية الفنون الجميلة بالقاهرة مديرًا للأكاديمية المصرية للفنون بروما.
- 2008 : البدء في مشروع ترميم وتحديث مبانى الأكاديمية.
- 2024 : الدكتورة رانيا يحيى عميد المعهد العالى للنقد الفنى وعازفة الفلوت وعضو المجلس القومى للمرأة مديرًا للأكاديمية المصرية للفنون بروما.

## أهداف الأكاديمية
تهدف الأكاديمية المصرية للفنون بروما إلى نشر وتعريف الفنون والثقافة المصرية والعربية في إيطاليا، ومزج الإبداع المصري بالفنــون الإيطالية بشكل متواصل، وذلك من خـلال تنظيم خطة للنشـاط الثقـافى والفـنى كل عام، وتقديم هذه الأنشطة إلى الجمهور الايطالى، كإقامة معارض الفنون التشــكيلية المصـرية المعاصـرة: كالتصــوير والنحـت والجـرافيك والخـزف والتصوير الفوتوغرافى وفنون العمارة، وكذا معارض للحرف التقليدية المصرية كصناعة السجاد والكليم والحلى والأزياء... وغيرها، وتقديم العروض الموسيقية سواء للموسيقى الكلاسيكية أو العـربية من دار الأوبرا المصرية وكونسرفتوار القاهرة، وعروض للفنون الشعبية من الفولكلور المصري، وعروض خاصة لأفلام السـينما المصرية والمشاركة في المهرجانات السينمائية الدولية بحضور المخرجين المصريين، والعروض المسرحية المعاصرة، وتقديم محاضرات عن علوم الآثار المصرية، وكذلك محاضرات للتاريخ والأدب المصري والعربي باللغتين العـربية والإيطـالية.
بالإضافة إلى ماتقوم به الأكاديمية من تقديم هذه الأنشطة الفنية والثقافية المصرية بفروعها المختلفة للجمهور الإيطالى والأوروبى والعربي الموجود في إيطاليا، تقوم أيضاً بالمشاركة في المهرجانات الفنية المتنوعة والمؤتمرات الثقافية والندوات والعروض الفنية في المدن الإيطالية المختلفة، وكذلك تقوم بتنفيذ قـانون جـائزة الدولـة للإبـداع الفـنى الذي صدر أولاً عام 1975 من أجل تشجيع النابهين في مجال الفــنون الجمــيلة، إلا أنه لم يستفد منه إلا عدد ضئيل من الفنانين المصريين في مجالات محدودة، فتم تعديله بالقانون الصادر رقم 49 لعام 1984، ليتغير الهدف منه ويصبح شامــلاً للفنــون الجمــيلة بالإضافة إلى فنـون الموسـيقى والمســرح والسينما، وينص على إيفاد عدد من شباب الفنانين المصريين الواعد سنوياً في مجالات الفنون المختلفة، وذلك للدراســة والاحتكاك بنظرائهم الإيطاليين، واكتساب الخبرات الممكنة لتطوير الإبداع الفنى والحياة الثقافية في مصر، وتستقبل الأكاديمية عشرة فنانين شبان كل عام، يقومون بتنفيذ مشروعاتهم الفنية وتقديمها في نهاية المدة، لتحكيمها من خلال اللجنة القائمة على الإشراف على الجائزة، واختيار من يحصل منهم على هذه الجائزة.
كمـا تلعب الأكاديمية المصرية للفنون بروما دوراً رئيسياً في انتظام مشاركـة مصر في بينالى فينيسيا حيث تقوم كل عام بالاشتراك في تنسيق الجناح وتنظيم المعروضات ومتابعة المكاتبات الخاصة باشتراك مصــر في هذا المعرض الهام.
و بينــالى فينيــسيا هو المعرض العالمي للفنــون «بينالى البندقية» أشهـر وأعرق المعارض الدورية في العالم، بدأ في إقامته منذ عام 1895، وتشغل مبانى هذا المعـرض جزءاً كبيراً من حدائق جزيرة «كاستيللو» إحدى جزر مدينة فينيسيا العائمة، حيث تمتلك كل دولة مبنًا خاصاً أو جناحـاً لعرض فنونها، وتمتلك مصــر جناحاً خاصاً قامت بشرائه من دولة سويسرا عام 1952، بالرغم من أنها تشارك بانتظام في البينالى منذ الثلاثينات، والجدير بالذكر أن مصــر هي الدولة العربية الوحيدة التي تمتلك جناحاً خاصاً بالبينالى.

## وصلات خارجية
- موقع وزارة الثقافة المصرية
- AL-AHRAM

1. 1 2 3 4 5 6 7  "Precedenti direttori" (بالإيطالية). الأكاديمية المصرية للفنون بروما. Retrieved 2024-06-04.{{استشهاد ويب}}:  صيانة الاستشهاد: لغة غير مدعومة (link)
2. ↑  نوع المرجع: موقع رسمي. وصلة مرجع: https://www.accademiaegitto.org/. الوصول: 4 يونيو 2024. لغة العمل أو لغة الاسم: الإيطالية.